# 尼氏白鮭
尼氏白鮭，為輻鰭魚綱鮭形目鮭科的一種，為溫帶淡水魚，分布於歐洲瑞典、挪威、丹麥淡水流域，並引進波蘭，體長可達38公分，棲息在湖泊底中層水域，以浮游動物為食，生活習性不明。